# Dermatan sulfat
Dermatan sulfat (mukopolisaharid) je glikozaminoglikan je nađen prvenstveno u koži, ali i u krvnim sudovima, srčanim zaliscima, tetivama, i plućima.
On je takođe poznat kao hondroitin sulfat B, mada ga većina izvora više ne klasifikuje kao formu hondroitin sulfata.

## Funkcija
Smatra se da dermatan sulfat učestvuje u koagulaciji, kardiovaskularnim bolestima, karcinogenizi, infekcijama, zarastanju rana, i cirozi.

## Patologija
Dermatan sulfat abnormalno akumulira u više mukopolisaharidoznih poremećaja.

## Spoljašnje veze
- Dermatan+sulfate на 

|  | Molimo Vas, obratite pažnju na važno upozorenje u vezi sa temama iz oblasti medicine (zdravlja). |